# Ramones: Raw
Ramones: Raw è un DVD della band punk Ramones del 2004.
Consiste in video live presi dalla video-libreria di Marky Ramone durante svariati tour della band, in cui si ripercorre buona parte della carriera della stessa.
Come extra è presente il concerto tenutosi a Roma il 14 settembre del 1980, svoltosi nei pressi di Castel Sant'Angelo.
Sono anche presenti alcune apparizioni dei Ramones al "The Howard Stern Show" e al "The Uncle Floyd Show."
È presente anche un filmato in cui Marky Ramone, Johnny Ramone e il regista John Cafiero discutono di varie scene presenti nel DVD.
Ramones: Raw è stato descritto da All Movie Guide come:
(All Movie Guide)
È diventato sia il secondo disco d'oro del gruppo in USA nel 2004 dopo Ramones Mania, vendendo oltre 50 000 copie, sia disco d'oro in Spagna nel 2008.